# 忠州站
忠州站（：／ Chungju yeok */?）是忠北線與中部內陸線沿線的一座鐵路車站，位于韓國忠清北道忠州市鳳方洞，有KTX及無窮花號列車停靠。

## 历史
- 1928年12月25日：落成使用。
- 1951年：车站毁坏。
- 1957年：车站重建完成。
- 2021年12月31日：中部內陸線通車。

## 相鄰車站
韓國鐵道公社
忠北線
達川－忠州－牧杏
中部內陸線
金加信號場－忠州